# Causa Kirchner

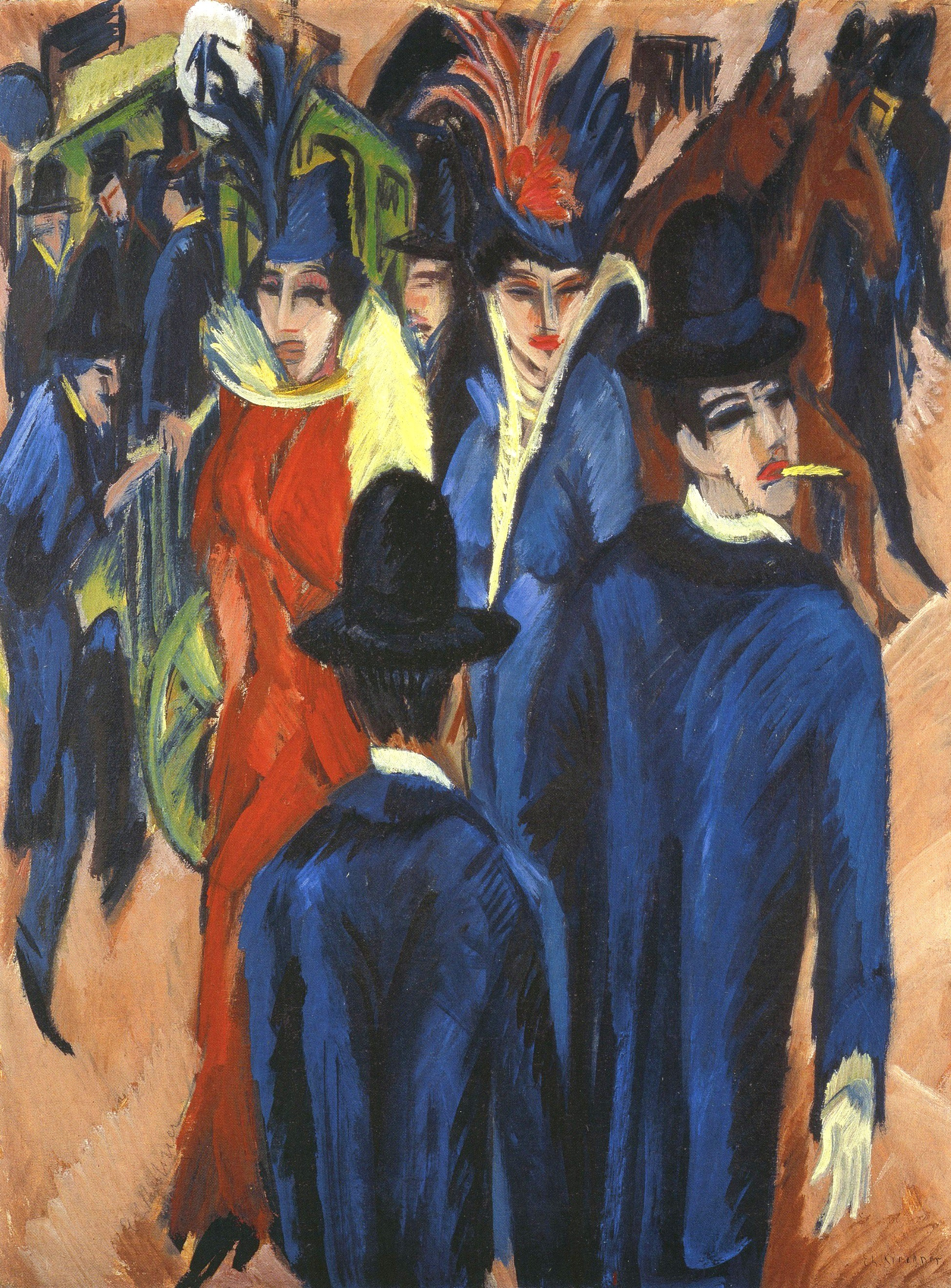
Ernst Ludwig Kirchner: Berliner Straßenszene, 1913

Als Causa Kirchner werden die Rückgabe des Gemäldes von Ernst Ludwig Kirchner: Berliner Straßenszene an die Erbin des ehemaligen jüdischen Eigentümers und die daraus folgenden Reaktionen bezeichnet. Im August 2006 gab der damalige Berliner Kultursenator Thomas Flierl bekannt, dass das Land Berlin dem Herausgabeverlangen Anita Halpins, der in Großbritannien lebenden Enkelin des jüdischen Kunstsammlers Alfred Hess, stattgeben und das Gemälde gemäß der Washingtoner Erklärung restituieren werde. Das Gemälde war seit 1980 im Brücke-Museum Berlin ausgestellt. Nach der Rückgabe wurde die „Straßenszene“ am 8. November 2006 im Auktionshaus Christie’s New York für fast 30 Millionen Euro versteigert, neuer Eigentümer wurde das Privatmuseum der Kunstsammler Ronald Lauder und Serge Sabarsky, die Neue Galerie in New York.

## Rechtliche Grundlagen der Rückgabe
Im Dezember 1998 hatte Deutschland die sogenannte Washingtoner Erklärung mit elf Leitsätzen unterzeichnet und sich damit verpflichtet, Kunstwerke, die während der Zeit des Nationalsozialismus beschlagnahmt wurden, ausfindig zu machen, die rechtmäßigen Eigentümer oder deren Erben zu finden und rasch die notwendigen Schritte zu unternehmen, um zu fairen und gerechten Lösungen zu gelangen. In diesem Sinne wurde am 14. Dezember 1999 eine „Gemeinsame Erklärung der Bundesregierung, der Länder und der kommunalen Spitzenverbände zur Auffindung und Rückgabe NS-verfolgungsbedingt entzogenen Kulturgutes, insbesondere aus jüdischem Besitz“ (Gemeinsame Erklärung) abgegeben und die internationale Regelung in das deutsche Recht aufgenommen. Es handelt sich dabei allerdings nicht um einen individuell einklagbaren Anspruch, sondern um eine moralische Verpflichtung, die der Staat für seine öffentlichen Sammlungen und Museen übernommen hat.
In der konkreten Rechtsanwendung heißt dies, dass die seit Jahren abgelaufenen Verjährungsfristen nicht in Anspruch genommen werden und auf der Grundlage der Rechtsgrundsätze der Alliierten über die Rückgabe von geraubten Kunstwerken aus jüdischem Eigentum entschieden wird. Bereits 1945 wurde damit festgelegt, dass als Raub nicht nur die Wegnahme, sondern auch der Verkauf von Eigentum zu verstehen ist, der unter dem Druck der Verfolgung, durch diskriminierende Steuererhebungen, Berufsverbote und Vermögensentzug stattgefunden hatte, um Lebensunterhalt oder Emigration unter den sich stetig verschlechternden Bedingungen zu finanzieren. Auf dieser rechtlichen Basis wurde das Rückgabeverlangen der Erbin verhandelt. Das Land Berlin hätte beweisen müssen, dass die Witwe Hess beim Verkauf des Kirchner-Gemäldes einen angemessenen Kaufpreis erzielt und tatsächlich erhalten habe und dass das Geschäft auch ohne die NS-Herrschaft abgeschlossen worden wäre. Diesen Nachweis konnte die Stadt Berlin nicht erbringen.

## Provenienz des Gemäldes
Ernst Ludwig Kirchners Berliner Straßenszene aus dem Jahr 1913 ist eines von insgesamt elf Gemälden aus der Werkreihe Straßenszenen, die zwischen 1913 und 1915 nebst dazugehörigen Skizzen, Zeichnungen und Druckgrafiken entstanden sind. Dieser Zyklus gilt als eines der bedeutendsten Werke des deutschen Expressionismus.
Alfred Hess, Mitinhaber der Schuhfabrik Maier & Louis Hess in Erfurt, Förderer und Sammler expressionistischer Kunst, erstand das Gemälde vermutlich 1918 von dem Kunsthändler Ludwig Schames in Frankfurt am Main. In der Weltwirtschaftskrise erlitt die Schuhfabrik zwischen Herbst 1930 und Ende 1932 große Umsatzeinbußen. Alfred Hess starb Ende 1931, sein Sohn, Hans Hess, sanierte zusammen mit seiner Mutter Thekla Hess das Unternehmen. Die vererbte Kunstsammlung umfasste etwa 80 Ölgemälde der Klassischen Moderne, 200 Zeichnungen und Aquarelle sowie 4.000 Grafiken und blieb bis 1933 nahezu unangetastet.
Thekla Hess, die Witwe, zog von Erfurt ins oberfränkische Lichtenfels zu ihrer Mutter Rosa Pauson, geb. Fechheimer (geboren 1864 in Mitwitz, Oberfranken, Königreich Bayern; gestorben 1949 im Vereinigten Königreich) und nahm die Gemäldesammlung dorthin mit. Hans Hess lebte in Berlin als Untermieter der Schriftstellerin Elisabeth Hauptmann und arbeitete im Ullstein Verlag. Wenige Monate nach der Machtübernahme der Nationalsozialisten sah er sich sowohl in seiner Wohnung durch Hausdurchsuchungen der Gestapo wie an seiner Arbeitsstelle in einem jüdischen Unternehmen bedroht. Er emigrierte 1933 über Paris nach London.
Im Oktober 1933 schickte Thekla Hess 58 Gemälde, darunter Kirchners Straßenszene, für eine geplante Ausstellung nach Basel; ab 1934 wurden diese Kunstwerke im Kunsthaus Zürich aufbewahrt. In den Katalogen der Kunsthäuser wurde die Straßenszene zu einem Preis von 2500 Schweizer Franken zum Verkauf angeboten.
Auf Druck der Gestapo, die 1936 Thekla Hess mit einem Verfahren wegen Devisenvergehens drohte, erteilte sie den Auftrag, mehrere Gemälde aus dem Bestand in der Schweiz an den Kölnischen Kunstverein zu übersenden. Nach den durch den Kunsthistoriker Andreas Hüneke aufgearbeiteten Akten des Kunsthauses Zürich wurden auf Veranlassung von Thekla Hess zwischen dem 5. Februar 1935 und dem 4. September 1936 einundzwanzig Gemälde und drei Aquarelle zurück nach Deutschland geschickt. Dies waren Sendungen an den Kunstverein in Köln, an die Galerie Justin Thannhauser nach Berlin und an das Angermuseum in Erfurt; darunter befanden sich sieben Gemälde von Kirchner. Am 18. März 1937 bestätigte das Kunsthaus Zürich den Versand von siebzig Werken, darunter 29 Gemälde; auch in diesem Bestand befand sich eines von Kirchner. Die restlichen acht Gemälde blieben bis nach Kriegsende in der Schweiz. Da dieses Schreiben an eine Londoner Adresse versandt wurde, geht Hüneke davon aus, dass auch der Kunsttransport nach England stattfand. Hingegen wurde von Christina Feilchenfeldt und Walter Romilly in einem Artikel über die Sammlung Hess veröffentlicht, es gehe aus den Unterlagen einer Schweizer Speditionsfirma hervor, dass diese Sendung ebenfalls an den Kunstverein nach Köln geschickt wurde. 1951 wurden der Familie Hess sechs von den an den Kölnischen Kunstverein versandten Werken zurückgegeben. Sie waren nach 1943 von einem Angestellten des Vereins, Josef Jenniges, an den Maler und Fälscher Robert Schuppner verkauft worden und 1950 Gegenstand eines Strafprozesses gewesen. Es handelte sich dabei um zwei Gemälde von Kirchner, zwei von Karl Schmidt-Rottluff, eines von Otto Mueller und ein Triptychon von Max Pechstein. Vier dieser Werke waren in der umfangreichen Sendung vom 18. März 1937 enthalten, so dass man entgegen der Vermutung Hünekes davon ausgehen muss, dass sie nach Köln und nicht nach London verschickt wurde.
Unstrittig ist, dass mit der Sendung vom 4. September 1936 neben drei Werken von Franz Marc und einem Aquarell von August Macke vier Gemälde von Kirchner nach Köln gesandt wurden und dass sich in dieser Sendung, trotz verwechselter Titelangaben, die Straßenszene befunden haben muss. Ende 1936 wurde dieses Gemälde unter ungeklärten Umständen, vermutlich über den Direktor des Kölner Kunstvereins Walter Klug, an den Frankfurter Kunstsammler Carl Hagemann veräußert. Hagemann gab später einen Wert von 3.000 ohne Währungsangabe an. Es konnte nicht ermittelt werden, ob Thekla Hess den Auftrag für diesen Verkauf gegeben hat, obwohl den Gesamtumständen zu entnehmen ist, dass sie das Werk grundsätzlich verkaufen wollte. Insbesondere aber konnte nicht ermittelt werden, ob sie den Kaufpreis und wenn ja, von wem und in welcher Höhe, erhalten hat. Über die Transaktion sind weder beim Kölner Kunstverein noch beim Käufer Unterlagen erhalten. Ungeklärt blieb auch, ob Hagemann die Herkunft des Bildes bekannt war. In einem Schreiben von Ernst Ludwig Kirchner an den Kunstsammler vom 30. Oktober 1936 ist allerdings die Rede davon, das Bild habe „jüdischen Leuten gehört, die weg müssen“.
Die Erben von Carl Hagemann gaben das Kirchner-Gemälde 1948 als Schenkung an Ernst Holzinger, den Direktor des Städelschen Kunstinstituts in Frankfurt am Main; dort war es bis zu dessen Tod als Dauerleihgabe ausgestellt. Die Witwe Holzinger veräußerte das Gemälde 1980 für 1,9 Millionen DM an die Stadt Berlin. Bis zu seiner Restitution im Jahr 2006 war es ein viel beachtetes Werke im dortigen Brücke-Museum.
Die Provenienz des Bildes ergibt somit einen Sachverhalt, der eine Restitution nach der Washingtoner Erklärung nahelegt: Der Erwerb durch Carl Hagemann fand nach dem 15. September 1935, also nach Einführung der Nürnberger Rassegesetze, statt und ist somit als ein NS-verfolgungsbedingter Vermögensverlust einzuordnen. Keine der drei kumulativ erforderlichen Widerlegungsvoraussetzungen nach den Alliierten Rückerstattungsbestimmungen konnte nachgewiesen werden: weder dass ein marktüblicher Kaufpreis vereinbart wurde, noch dass dieser Kaufpreis ungeschmälert an Thekla Hess übergeben wurde, noch dass der Verkauf der Berliner Straßenszene zur Jahreswende 1936/37 von Thekla Hess „auch ohne die NS-Herrschaft zu diesem Zeitpunkt, an diesem Ort, zu diesen Bedingungen abgeschlossen worden wäre“. Rechtlich hätte sich der Berliner Senat auf die Verjährung der Angelegenheit berufen können, doch stünde dies im Gegensatz zu der, zwar nicht rechtlich, jedoch politisch verbindlichen, von den Kultusministern abgegebenen Gemeinsamen Erklärung vom 18. Dezember 1999 bezüglich des Washingtoner Abkommens, die insbesondere die Verjährungsfristen aufhebt.
Diese als „Causa Kirchner“ bezeichnete Rückgabe, mit den Folgediskussionen in den beteiligten oder betroffenen Institutionen, in der Politik und den Medien, ist eines der öffentlichsten Beispiele für die in den Restitutionsverfahren bestehenden Rechtsunsicherheit, die juristisch unverbindliche, aber politisch und moralisch verpflichtende Grundsätze auslösen können.

## Öffentliche und rechtliche Reaktionen
Der Fall löste heftige Diskussionen aus. Es wurde angezweifelt, dass das Gemälde 1936 von der Witwe Hess überhaupt unter dem Druck des Antisemitismus verkauft wurde und somit ein Fall von Raubkunst war. Auch wurde argumentiert, dass die finanziellen Schwierigkeiten der Familie Hess auf die Weltwirtschaftskrise von 1929 zurückzuführen seien und der Verkauf des Bildes 1936 darum nichts mit der Verfolgung jüdischer Bürger zu tun gehabt habe. In der Presse kam es zu Überschriften wie „Man sagt Holocaust und meint Geld“ und anderen Äußerungen, die Holocaustopfern Geldgier zuschrieben. Der Historiker Julius H. Schoeps, Direktor des Moses Mendelssohn Zentrum für europäisch-jüdische Studien (MMZ) an der Universität Potsdam, sprach von unverkennbar antisemitischen Untertönen. Zudem wurde von den Kritikern der Restitution geltend gemacht, dass die Washingtoner Erklärung keine rechtsverbindliche Wirkung habe, die Erbin den Anspruch also nicht habe einklagen können und darum das Land Berlin entsprechend das Gemälde nicht hätte herausgeben müssen.
Die stellvertretende Fraktionsvorsitzende und kultur- und medienpolitische Sprecherin von Bündnis 90/Die Grünen im Berliner Abgeordnetenhaus Alice Ströver warf dem Kultursenator Flierl nach der Rückgabe vor, „in vorauseilendem Gehorsam“ und „moralischem Gutmenschentum“ gehandelt zu haben und mit seiner Entscheidung „latenten Antisemitismus“ zu befördern. Diese Äußerung wiederum stieß auf scharfe Kritik des Zentralrats der Juden in Deutschland.
Der Brücke-Museum-Förderverein versuchte durch seinen Vorsitzenden Lutz von Pufendorf mittels Strafanzeigen wegen Untreue gegen mehrere Berliner Politiker, den ehemaligen Kultursenator Flierl, Staatssekretärin Barbara Kisseler und Finanzsenator Thilo Sarrazin, die Versteigerung zu verhindern. Der Münchner Rechtsanwalt und Kunstsammler Daniel Amelung hatte darüber hinaus auch den Regierenden Bürgermeister Klaus Wowereit (SPD) wegen des Verdachts der Untreue oder der veruntreuenden Unterschlagung angezeigt. Die Berliner Staatsanwaltschaft lehnte allerdings die Einleitung eines Ermittlungsverfahrens mit der Begründung ab, die Rückgabe sei rechtlich nicht zu beanstanden. Nach einer Beschwerde der Anzeigenden wurde im Jahr 2007 das Verfahren gegen die Staatssekretärin Barbara Kisseler erneut aufgenommen und am 11. März 2008 endgültig eingestellt. Dessen ungeachtet hält die Debatte an, wie der Kunsthistoriker Christoph Zuschlag im Mai 2019 in einem Festvortrag im Brücke-Museum feststellte. Er verweist dabei auf die Veröffentlichung von Lutz von Pufendorf Erworben – Besessen – Vertan: Dokumentation zur Restitution von Ernst Ludwig Kirchners Berliner Straßenszene im Juni 2018, mit der dieser eine Rückabwicklung der Restitution erreichen will.
Einen anderen Aspekt der Diskussion zeigt der Journalist Stefan Koldehoff in dem Essay Kirchners Berliner Straßenszene – Frankfurt, Berlin, New York auf, in dem er sich mit dem beteiligten Museumsdirektor Ernst Holzinger als „brisantes Glied“ in der Kette der Provenienz auseinandersetzt. Entgegen der öffentlichen Darstellung Holzingers als Retter der Moderne war dieser tief in das NS-Kunstraubsystem verstrickt und aktiv an der Plünderung jüdischer Sammlungen beteiligt. Das Verschweigen bzw. Ignorieren dieses Hintergrunds macht die Causa Kirchner zu einem prominenten Beispiel der Versäumnisse des Kunsthandels und der Ankaufpraxis von Museen seit der Nachkriegszeit.

## Weitere Restitutionsfälle aus der Sammlung Hess
Die Sammlung Hess wurde in den 1920er und Anfang der 1930er Jahre „die beste Sammlung deutscher Expressionisten, die es je gegeben hat“ genannt. Sie umfasste unter anderem bedeutende Werke von Ernst Ludwig Kirchner, Franz Marc, Emil Nolde, Karl Schmidt-Rottluff, Max Pechstein, Otto Mueller und Lyonel Feininger. Wie die Straßenszene von Kirchner wurden etliche weitere Gemälde der Sammlung von Thekla Hess im Oktober 1933 in die Schweiz geschickt und einige davon wieder nach Deutschland zurückgeholt. Als sie 1939 nach England emigrierte, konnte sie einige Werke der Kunstsammlung mitnehmen, die anderen befanden sich in der Schweiz und in Köln, oder waren von dort verkauft worden, die restlichen blieben in Lichtenfels.
Bis auf die nach England geretteten Kunstwerke war die ehemalige Sammlung Hess nach dem Krieg unauffindbar verstreut. Die Gutachter Gunnar Schnabel und Monika Tatzkow gehen von einem Verlust von 40 Gemälden nebst weiteren Werken aus. Neben der Restitution des Kirchner-Gemäldes stellte die Enkelin von Alfred und Thekla Hess fünf weitere Rückgabeverlangen, in vier Fällen wird seit 2006 darüber verhandelt. Das Gemälde von Franz Marc: Katze hinter einem Baum wurde im März 2009 vom Sprengel Museum Hannover zurückgegeben, von der Erbin aber dort als Leihgabe belassen.
- Lyonel Feininger, Barfüßerkirche in Erfurt. (Barfüßer Kirche I), 1924, Öl auf Leinwand
Provenienz: Alfred Hess kaufte dieses Gemälde 1924 vom Künstler, bis 1933 war es als Leihgabe im Erfurter Angermuseum ausgestellt. Nach der Rückgabe wurde es von Thekla Hess in die Schweiz geschickt, 1935 vermutlich als Kommission weitergeleitet an die Galerie Justin Thannhauser in Berlin.[6] Auch Thannhauser wurde als Jude verfolgt, er emigrierte nach Paris, sein Galeriebestand wurde 1937 beschlagnahmt. Einen Nachweis über das Gemälde erfolgt erst für das Jahr 1959, es war zu jenem Zeitpunkt im Besitz des Industriellen Ferdinand Ziersch, Wuppertal. 1963 erwarb es die Staatsgalerie Stuttgart, in deren Besitz es sich noch heute befindet.
Keine Restitution: Die Erbin der Sammlung Hess stellte im Jahre 2006 einen Antrag auf Rückgabe, die Staatsgalerie Stuttgart hat den Anspruch prüfen lassen, das zuständige Ministerium für Wissenschaft, Forschung und Kunst des Landes Baden-Württemberg ist zu dem Schluss gekommen, dass die Grundlagen für eine Restitution in diesem Fall nicht gegeben sind.[22]
- Ernst Ludwig Kirchner, Das Urteil des Paris. 1912, Öl auf Leinwand
Provenienz: Auch dieses Gemälde wurde von Thekla Hess 1933 in die Schweiz geschickt, von dort gelangte es 1937 vermutlich zum Kölner Kunstverein. Heute befindet es sich im Wilhelm-Hack-Museum, Ludwigshafen.
Abgeschlossene Restitution: Das Wilhelm-Hack-Museum konnte sich mit der Erbin auf einen Ankauf des Gemäldes unter Marktwert einigen. Mit einer großangelegten Spendenkampagne zur Finanzierung des Gemäldes wurde dessen Verbleib in Ludwigshafen gesichert.[23]
- Ernst Ludwig Kirchner, Leipziger Straße mit elektrischer Straßenbahn. 1914, Öl auf Leinwand
Provenienz: 1933 schickte Thekla Hess dieses Gemälde in die Schweiz, von dort wurde es 1936 zum Kölner Kunstverein weitergeschickt. Heute ist es im Besitz des Folkwang Museums Essen.
Offene Restitution: Auch für dieses Bild wurde 2006 ein Rückgabegesuch der Erbin eingereicht und bislang nicht entschieden.

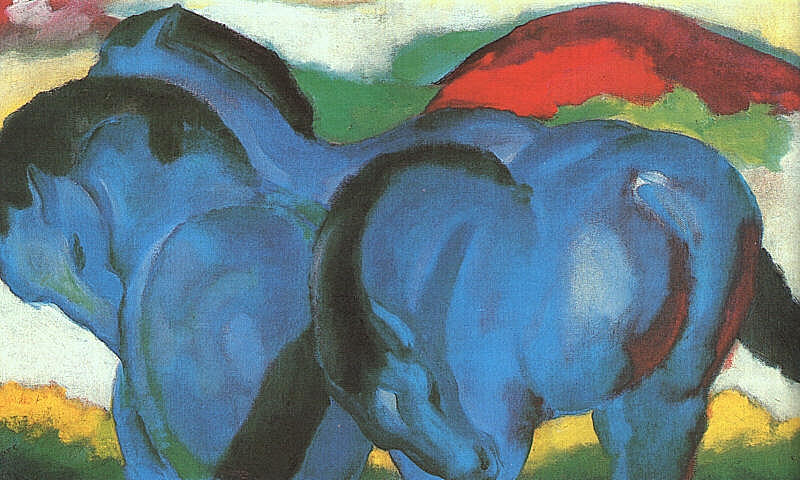
Franz Marc: Die kleinen blauen Pferde

- Franz Marc, Die kleinen blauen Pferde. 1911, Öl auf Leinwand
Provenienz: Bereits 1933 wurde dieses Bild in die Schweiz geschickt und dort im Oktober des Jahres in der Kunsthalle Basel ausgestellt. 1936 wurde es für die „Franz Marc Gedächtnisausstellungen“, die in Deutschland stattfinden sollen, zurückgeschickt. Nachgewiesen ist, dass es in der entsprechenden Ausstellung der Kestnergesellschaft Hannover und bei der Galerie Nierendorf in Berlin zu sehen war, umstritten ist hingegen, ob es sich zu diesem Zeitpunkt noch im Eigentum der Erben Hess befand. Heute ist es im Besitz der Staatsgalerie Stuttgart.
Keine Restitution: Die Erbin der Sammlung Hess stellte im Jahre 2006 einen Antrag auf Rückgabe, die Staatsgalerie Stuttgart hat den Anspruch prüfen lassen, das zuständige Ministerium für Wissenschaft, Forschung und Kunst des Landes Baden-Württemberg ist zu dem Schluss gekommen, dass die Grundlagen für eine Restitution in diesem Fall nicht gegeben sind.[24]
- Franz Marc, Kinderbild (Katze hinter einem Baum). 1910, Öl auf Leinwand
Provenienz: Auch dieses Gemälde gelangte in die „Franz-Marc-Gedächtnisausstellung“ in der Kestnergesellschaft in Hannover. Dort wurde es 1936 von den Pelikan Werken Hannover gekauft. In späteren Jahren ging es in das Eigentum der NordLB über und war als Dauerleihgabe im Sprengel Museum Hannover ausgestellt.
Restitution: Auch für dieses Bild wurde ein Rückgabeanspruch eingereicht. Im März 2009 wurde es restituiert. Vorerst aber hat die Erbin eingewilligt, es als Leihgabe in Hannover zu belassen.[25]
- Karl Schmidt-Rottluff, Naked. 1914
Provenienz: in Köln verschwunden, verkauft 1994 durch ein Berliner Auktionshaus von den Erben des Kölner Malers Peter Herkenrath; 1999 angekauft von der Neuen Galerie New York.
Restitution: 2016 erreichten die Erben eine Restitutionsvereinbarung mit der Neuen Galerie New York, nach der die Galerie das Gemälde über die Zahlung des Marktwerts erwirbt.[26]

Bei weiteren Bildern aus der Sammlung Hess sind die Verlustumstände noch nicht geklärt. Für Christian Rohlfs Türme von Soest, das als Leihgabe des Landes Nordrhein-Westfalen im Landesmuseum Münster hängt, und für Franz Marcs Kühe im Lenbachhaus in München wurde vorerst nur um Informationen gebeten.